# Mini-DIN
Конекторът Mini-DIN e вид електрически конектор, използван при най-различни устройства. Той е по-новият вариант на DIN-куплунга, който е добре познат и широко използван в близкото минало. Абревиатурата DIN означава „Deutsches Institut für Normung“ (Германски институт за стандартизация) поради това, че и двата вида конектори са създадени по стандарти на тази организация.

## Технически детайли
Конекторите Mini-DIN имат диаметър от 9,5 mm и са общо 7 вида според броя на пиновете. Те варират от 3 до 9.

## Приложение
Конекторите Mini-DIN намират приложение на много места, например в видео/аудио техниката, в предаването на компютърни данни и за нисковолтово постояннотоково захранване:
- LocalTalk мрежа на Apple (Mini-DIN 3)
- Apple Desktop Bus (Mini-DIN 4)
- S-Video (Mini-DIN 4)
- конектор PS/2 за свързване на клавиатура/мишка към компютър (Mini-DIN 6)
- Macintosh сериен порт (Mini-DIN 8)
- Apple GeoPort (модифициран Mini-DIN 8 с допълнителен пин)
- Електрически жак
- Sega Mega Drive/Sega Genesis, Sega Mega Drive II (Mini-DIN 9)
- Sega модел Saturn (Mini-DIN 10, нестандартен)
- Commodore модел Plus/4 (Mini-DIN 7)
- Alpine iPod интерфейс (D-форма Mini-Din 10, нестандартен)
- JVC Mini-Din 8 (нестандартен)